# Thomas Keßler (Geistlicher)

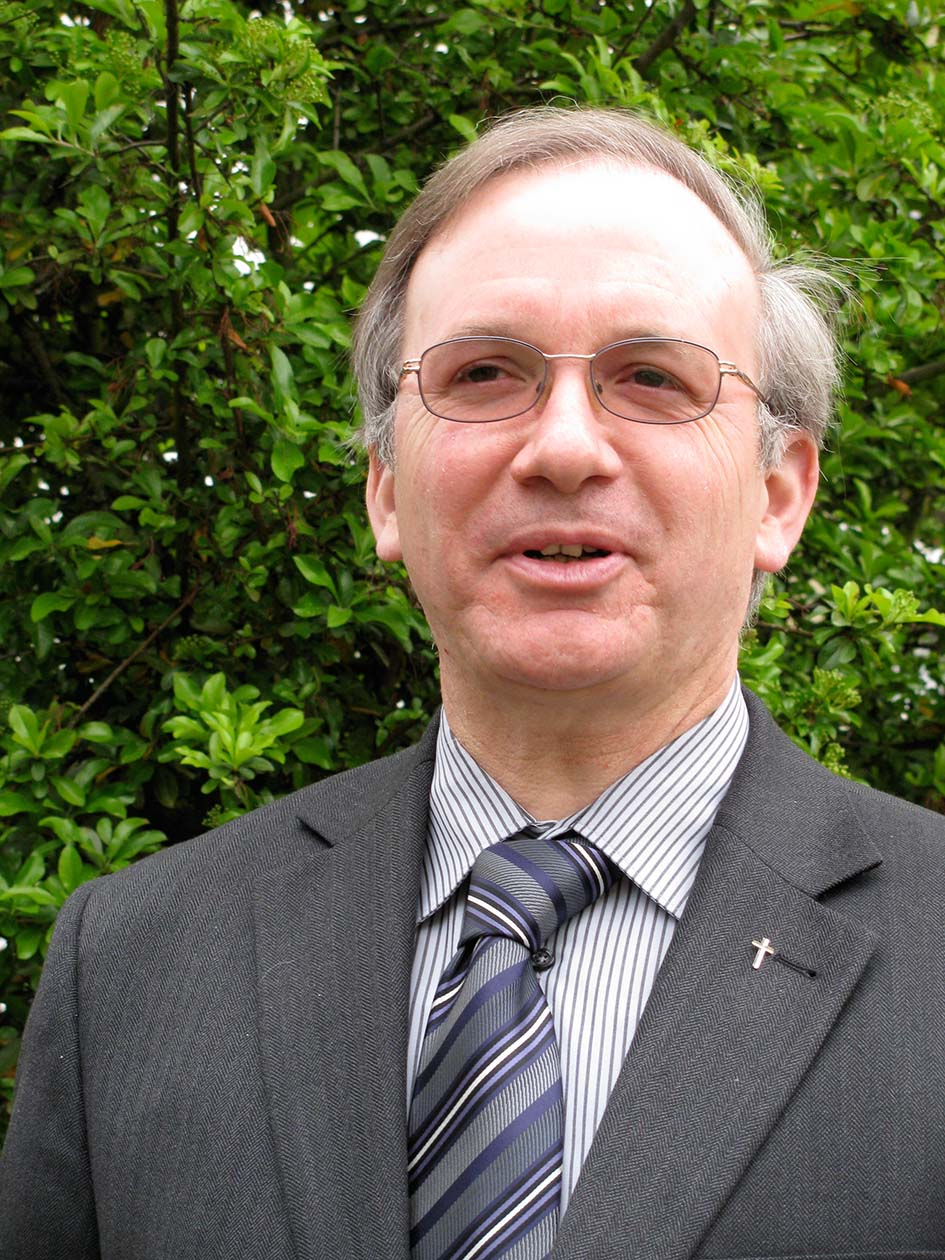
Thomas Kessler (Mai 2009)

Thomas Keßler (* 9. August 1955 in Bad Neustadt an der Saale) ist ein römisch-katholischer Geistlicher und ehemaliger Generalvikar des Bistums Würzburg.

## Leben
Thomas Keßler legte sein Abitur am Rhön-Gymnasium Bad Neustadt ab. Er studierte nach dem Abitur in Würzburg und Innsbruck Theologie und empfing am 25. Februar 1984 durch Bischof Paul Werner Scheele das Sakrament der Priesterweihe für das Bistum Würzburg.
Nach Kaplansjahren wurde Keßler 1987 Pfarrer im Landkreis Bamberg, wo er bis 2004 die Pfarreiengemeinschaft Baunach, Lauter, Mürsbach und Gereuth leitete. Ab 2004 war er Pfarrer in Bad Kissingen, wo er ab 2009 die Pfarreiengemeinschaft Jesus – Quelle des Lebens leitete. Seit 2005 war er zudem Dekan des Dekanats Bad Kissingen.
Neben der Pfarrseelsorge war er Präses der Katholischen Arbeitnehmer-Bewegung und seit 1995 in der Notfallseelsorge aktiv. Seit 1996 ist er Beauftragter für die Notfallseelsorge und seit 2000 verantwortlich für die Feuerwehrseelsorge im Bistum Würzburg.
Bischof Friedhelm Hofmann gab am 29. Januar 2015 seine Ernennung zum Generalvikar des Bistums Würzburg und damit zum Nachfolger des verstorbenen Karl Hillenbrand bekannt. Die Amtsgeschäfte übernahm er Mitte April. Am 22. Mai 2015 wurde er Domkapitular. Nach dem Rücktritt Friedhelm Hofmanns bestellte Diözesanadministrator Ulrich Boom Keßler für die Dauer der Vakanz zu seinem ständigen Vertreter. Im Rahmen der Bischofsweihe von Franz Jung am 10. Juni 2018 wurde Keßler erneut als Generalvikar benannt. Zum 1. Oktober 2020 wechselte er auf eigenen Wunsch in die Pfarrseelsorge. Sein Nachfolger als Generalvikar wurde Jürgen Vorndran.
Ab 2022 war er Pfarrer und Moderator im Pastoralen Raum Bad Neustadt an der Saale. Zum 31. August 2025 tritt er nach Vollendung des 70. Lebensjahrs in den Ruhestand.